# Pierantonio Tremolada
Pierantonio Tremolada, né le 4 octobre 1956 à Lissone en Italie, est un évêque catholique italien, évêque élu de Brescia depuis le 12 juillet 2017.

## Biographie
Pierantonio Tremolada est né à Lissone, juste au nord de Milan en 1956 et a été ordonné prêtre en 1981 par le cardinal Carlo Maria Martini.
En 1984, il obtient une licence en sciences bibliques et en 1996 un doctorat en études bibliques avec une thèse sur la Passion selon l'Évangile de Luc, dirigée par le père Albert Vanhoye (créé cardinal en mars 2006).
À partir de 1985, durant plus de 25 ans, il est professeur d'écriture sacrée à la Faculté de théologie de l'Italie du Nord (it). De 1987 à 1995, il a été rédacteur en chef de la revue catholique Parole di Vita (Mots de Vie).

### Évêque
Le 24 mai 2014, le pape François le nomme évêque auxiliaire de Milan et titulaire de Maxita (de); il reçoit l'ordination épiscopale le 28 juin suivant, dans le Dôme de Milan, avec les évêques Franco Agnesi (it) et Paolo Martinelli, par les mains du cardinal Angelo Scola, co-consacrants le cardinal Dionigi Tettamanzi et monseigneur Mario Delpini.
Le 12 juillet 2017, le pape François l'a nommé évêque de Brescia.

### Devise épiscopale
« Haurietis de fontibus salutis » 

### Rang ecclésiastique
- : Prêtre de l'Église catholique - 13 juin 1981
- : Prélat d'honneur de Sa Sainteté - 10 août 2012
- : Évêque de l'Église catholique - 24 mai 2014